# Nitrosopumilus limneticus
Candidatus Nitrosopumilus limneticus ist eine im März 2022 vorgeschlagene Art der Archaeen-Gattung Nitrosopumilus (Thaumarchaeota), die in der Tiefe oligotropher Süßwasserseen vorkommt. Referenzstamm ist AOA-LC4 Metagenomik-Daten von Proben aus einer Wassertiefe von 85 Metern des Bodensees. Der bevorzugte Lebensraum der Kandidatenspezies ist die sauerstoffreiche Tiefenzone (Hypolimnion) oligotropher (nährstoffarmer) Süßwasserseen.

## Beschreibung
Ca. N. limneticus kodiert Gene, die für die Oxidation von Ammoniak (NH3) bzw. (in Wasser gelöst) Ammonium (NH4+) zu Nitrit (NO2−) als Teil der Dissimilation und die autotrophe CO2-Fixierung über den 3-Hydroxypropionyl/4-Hydroxybutyryl-Weg wichtig sind. Sein bevorzugter Lebensraum ist das sauerstoffreiche Hypolimnion oligotropher Süßwasserseen, Stämme derselben oder nahe verwandter Arten wurden auch im Baikalsee (Baikal-deep-G182) und im Kaspischen Meer (Casp-thauma1) gefunden.
Klotz et al. hatten in ihrer 2022 veröffentlichten Studie die Archaeengemeinschaft des Bodensees in zwei aufeinanderfolgenden Jahren untersucht. Sie fanden, dass in der fraglichen Wassertiefe Ca. N. limneticus zwischen 8 und 9 % des Picoplanktons ausmacht und die Gemeinschaft der nitrifizierenden Mikroorganismen dominiert. Seine Biomasse entsprach über das Jahr etwa 12 % des gesamten im Phytoplankton gespeicherten Kohlenstoffs.

## Etymologie
Das Art-Epitheton limneticus  leitet sich ab von altgriechisch λίμνη límnē, deutsch ‚See‘, ‚Sumpf‘ (vgl. Limnologie), daraus neulateinisch limneticus ‚der zu einem See gehört‘.
AOA-LC4 ist ein Akronym für engl. ammonia-oxidizing archaea ‚Ammoniak-oxidierende Archaeen‘ und Lake Constance ‚Bodensee‘, Stamm Nummer 4.

## Systematik
Als AOA (Ammoniak-oxidierende Archaeen) sind nur die Vertreter der Klasse Nitrososphaeria  bekannt, so dass beide Begriffe als synonym gelten. Die Klasse gehört zu den Thaumarchaeota.
Als Referenzstamm der im März 2022 vorgeschlagenen Spezies Candidatus Nitrosopumilus limneticus (oder „Nitrosopumilus limneticus“) gilt AOA-LC4.
Seine nächsten Verwandte sind nach Klotz et al. (2022) Fig. 2:
- Nitrosopumilus sp. Baikal-deep-G182 – aus dem Baikalsee
- Nitrosopumilus sp. Casp-thauma1 – aus dem Kaspischen Meer

Zusammen bilden sie die lake & brackish water group der Gattung Nitrosopumilus.
Nach Datenlage war es nicht sicher, ob diese drei Stämme eine gemeinsame Spezies darstellen oder nur nahe verwandte Arten innerhalb der Gattung.

## Bedeutung
Wie die Studie von Klotz et al. (2022) zeigte, nahmen die Populationen von Ca. N. limneticus-Populationen signifikant mehr Ammonium auf als die meisten anderen Mikroorganismen im Hypolimnion. Auf das Ökosystem bezogen entsprachen die gefundenen Raten der von diesen Archaeen getriebenen Nitrifikation 11 % der jährlich vom Phytoplankton produzierten Stickstoff-Biomasse.
Das bedeutet, dass diese ammoniakoxidierende Archaeen eine vergleichbar wichtige Rolle im Stickstoffkreislauf tiefer oligotropher Seen spielen wie ihre Pendants in marinen Ökosystemen.
Bis zu diesem Zeitpunkt war bekannt, dass große Populationen der Klasse Nitrososphaeria, die auch als AOA (englisch ammonia-oxidizing archaea) bezeichnet werden, in tiefen oligotrophe Seen vorkommen, und man ging davon aus, dass sie die wichtigsten Ammoniakoxidierer in diesem Lebensraum sind. Über ihren genauen quantitativen Einfluss auf den dortigen Stickstoffkreislauf war aber zuvor noch kaum etwas bekannt.
Süßwasserseen sind wichtige Trinkwasserreservoirs.
Das giftige Ammoniak darf sich dort nicht anreichern, damit die Trinkwasserqualität gewährleistet ist und der Fischbestand nicht beeinträchtigt wird.
Die durch die Archaeen bewerkstelligte Nitrifikation verhindert eine Anreicherung von Ammoniak und wandelt es über Nitrit in Nitrat um. In diesem Prozess ist allgemein die Ammoniakoxidation der geschwindigkeitsbeschränkende Schritt (Flaschenhals).
Zwar ändert die Nitrifikation den Bestand an anorganischem Stickstoff selbst noch nicht, ist aber als erster Schritt in dieser Prozesskette  entscheidend für den letztendlichen Verlust des Stickstoffs in Form von Stickstoffgas (Distickstoff, N2) an die Atmosphäre.
Neben den ammoniakoxidierenden Archaeen (AOA) der Klasse Nitrososphaeria sind dazu im Prinzip auch ammoniakoxidierenden Bakterien (AOB) in der Lage. Es sind aber zusätzlich zu den AOA/AOB noch nitritoxidierende Bakterien (NOB) für die Oxidation von Nitrit in Nitrat nötig. Eine Alternative besteht in einer weiteren Gilde von Mikroorganismen, die Ammoniak direkt zu Nitrat oxidieren und die daher als vollständige Ammoniakoxidierer (Comammox) bezeichnet werden (siehe Nitrifizierer).
Speziell am Bodensee, in dessen Großraum über fünf Millionen Menschen leben, geriet der Stickstoffkreislauf in der letzten Zeit (Stand 2022) wegen übermäßiger Verwendung ammoniumhaltiger Düngemittel dramatisch aus dem ökologischen Gleichgewicht.
Die nitrifizierenden Mikroorganismen helfen, den Fischbestand zu erhalten und die Trinkwasserversorgung in gesamten Großraum sicherzustellen. Wie sich zeigte, ist CCa. N. limneticus dabei der dominante Akteur, zumindest in der untersuchten Wassertiefe von 85 Meter, wo die Temperatur ganzjährlich um die 4 °C beträgt und diese Archaeen das ganze Jahr über aktiv sein können.